# 虚构作品中的遥远未来

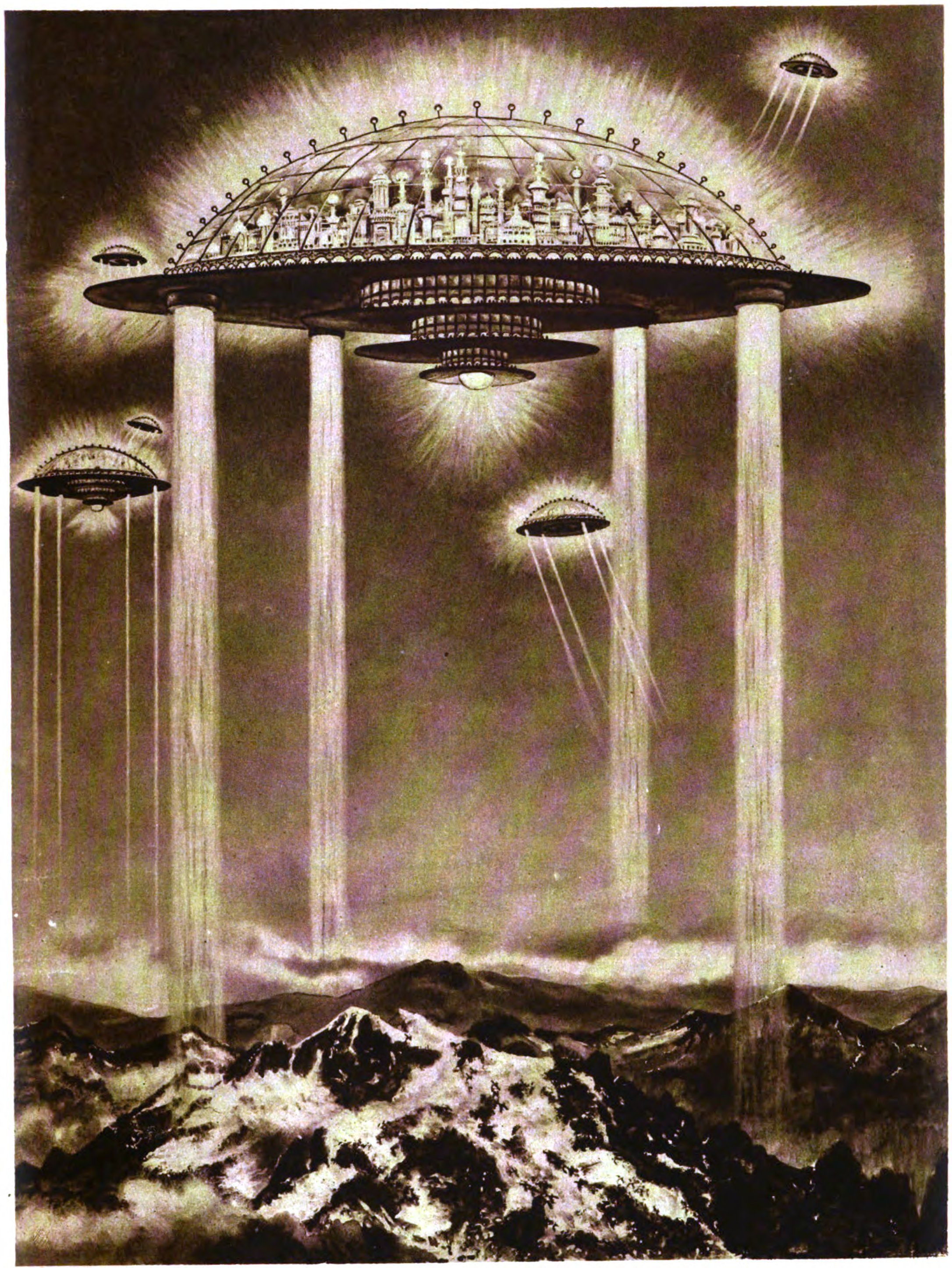
1992年人们基于雨果·根斯巴克提出的“漂浮城市”想法绘制的图像，描绘了一万年后的世界

以科幻作品为代表的虚构作品中，故事的发生背景常常会设置为遥远的未来世界。19世纪，随着“深时”概念的出现，小说家对人性有了另一层次的认识，将遥远未来作为小说设定的做法也就兴盛起来。这一派的代表作品有H·G·威尔斯的《时间机器》和奥拉夫·斯塔普雷顿的《最后和最先的人》。这类作品的常见主题有乌托邦、末世论、宇宙的终极命运，此外也会和太空歌剧、科学奇幻、末日幻想类作品有所交集。

## 起源
布莱恩·斯塔布尔福德和大卫·朗福德认为，只有在人类了解地质年代与进化论探讨的时间尺度，以及这些话题对人性的影响之后，文艺作品中有关遥远未来的探讨才算真正开始。盖瑞·威斯伐尔也持相同态度，认为遥远未来主题的作品起源自“深时”这一较为新颖的概念。

## 主题
“遥远未来”的概念目前并没有具体的定义，不过通常这类虚构作品中的世界“与当前世界大相径庭、彻底改头换面，乃至完全脱节”。乔治·曼恩则指出，遥远未来类的作品主题通常围绕着“熵与分崩离析”。
未来人类的演化是此类小说的经典题材。H·G·威尔斯的科幻小说《时间机器》中，未来人类分出了两个亚种——艾洛伊人和莫洛克人。后世许多作品将这类做法发扬下去，讲述人类脱离物质身体后成为纯能量生命，或者是意识上传、在虚拟世界中生活下去。
末日幻想是另一大常见题材，通常与濒死地球，以及人类遭更高级生物、文明、技术（机器人、人工智能、外星生命、类似神的纯能量生命）压迫等内容相关。若人类文明并未灭亡，这类作品经常假设技术发展出现了突破，人类实现星际旅行和时间旅行，其中星际旅行常常落入到太空歌劇的范畴中。
有的作者会列出人类乃至宇宙的未来史。奥拉夫·斯塔普雷顿的1930年作品《最后和最先的人》是这一主题的先驱。
有的遥远未来作品落入到奇幻作品的范畴中，描绘了倒退的社会导致古老文明的技术原理无人通晓，被未来人类视为魔法。此类别也称为“遥远未来奇幻作品”，与科學奇幻类作品有一定的重叠。
弗雷德·波拉克将遥远未来类作品分成两大类——“预言的未来”与“命运的未来”。预言的未来基于当前的人类发展状况，预测未来的社会走向，借着未来的舞台警告当下人类社会的种种问题。这类作品常常涉及到反乌托邦主题。命运的未来则泛指各类对乌托邦、末世论、宇宙的终极命运等命题的哲学探讨。
乔治·曼恩注意到，探讨遥远未来的作品“有许多託寓和道德故事”。盖瑞·威斯伐尔与曼恩观点类似，不过也指出有的评论家认为，与描绘近未来的作品相左，这些遥远未来作品“属于基础保守主义”（essential conservatism）、“缺少[与当今社会的]关联性”。如果人类文明能延续到遥远未来的话，他们的生活方式必然是当今人类难以想象的。

## 例子
- 《三體》數十億年後，宇宙停止坍縮，回歸運動開始。
- 《時間機器》，是一本於1895年的作品，在2002年由作家赫伯特·威爾斯的曾孫賽門·威爾斯（英语：Simon Wells）執導為同名电影。故事敘述主角誤闖公元802701年，一個人類已分為兩種的時代。

## 拓展阅读
- Marge Piercy. . Wesleyan University Press. 2003. ISBN 978-0-8195-6652-2.